# Dobozy Lina
Dobozy Lina, Dobozy Karolina, névváltozat: Dobozi (Miskolc, 1843. június 19. (keresztelés) – Felsődabas, 1925. július 4.) drámai színésznő.

## Életútja

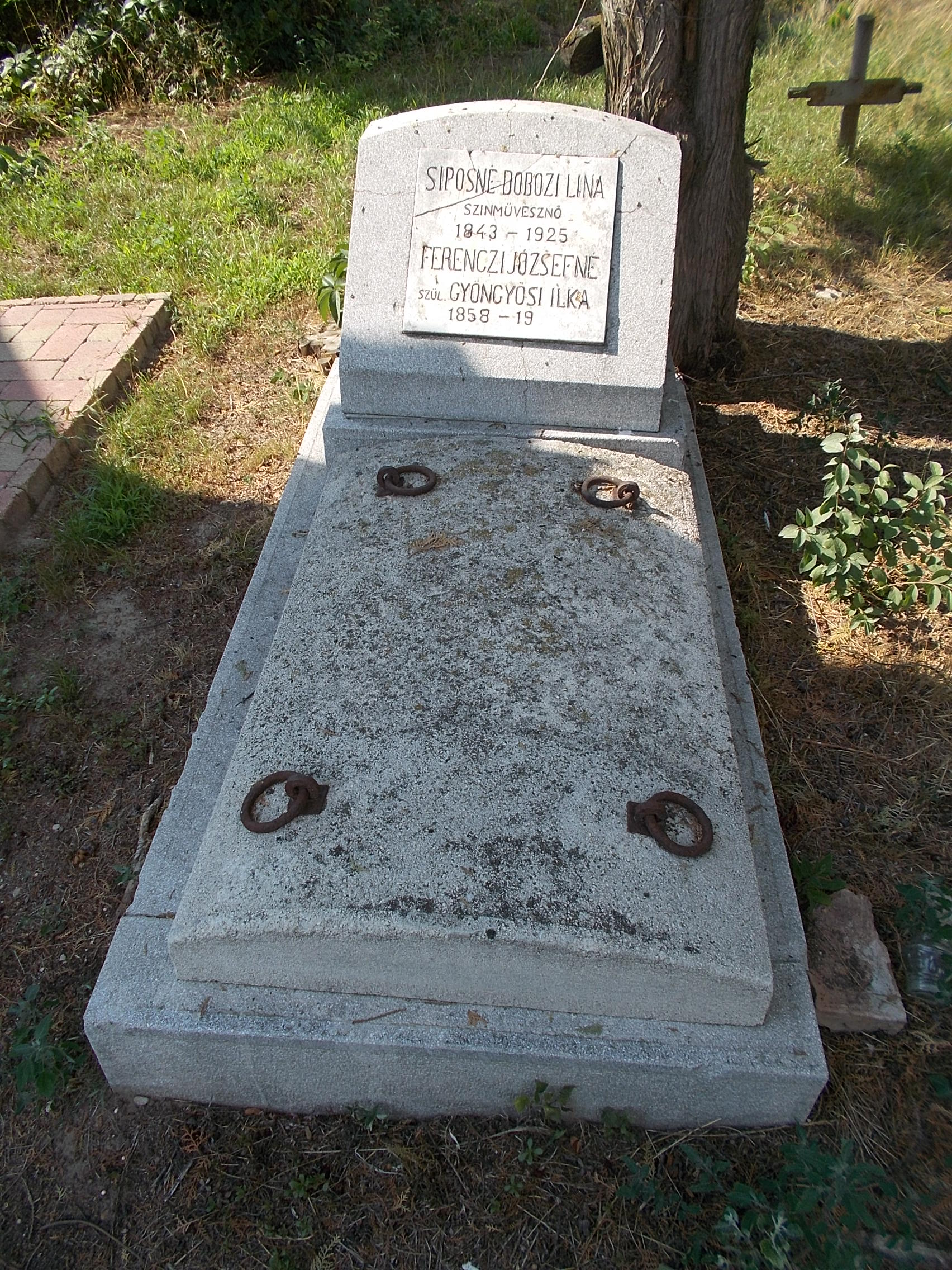
Sírja a dabasi Böjt utcai kegyeleti parkban

Atyja Dobozy Bertalan szabó és színész, anyja Szilágyi Julianna is színész volt.
Már négy éves korában szerepelt a színpadon, ahol — régi szokás szerint — verseket szavalt, 8 éves korában már önállóan szerepelt Kolozsvárott és főleg akkor divatban lévő két darabban: a Tizenkét óra és Egy óra c. színműben elragadta a közönséget. Kevéssel utána Miskolcon már a Londoni koldusokban Smaik szerepében szép eredményt ért el. Neve színházi zsebkönyvekben is megjelent, például gyermekszereplőként 1848-ban egy szatmári, 1852-ben pedig egy marosvásárhelyi zsebkönyv lapjain.
Győrött és Pécsett kedvelt naiva volt. 1861. május 13-án Székesfehérváron férjhez ment Sipos Károlyhoz és a nagyobb társulatokkal bejárta az ország valamennyi számottevőbb városait és sok-sok diadal kísérte útjában. Játszotta a Cigány Rózsáját, a Tücsök Fanchonját, Gauthier Margitot, IV. Lászlóban Aidát és több kiváló szerepet. Blaha Lujza a visszaemlékezéseiben ekképpen méltatja pályatársát: „Értelmes, kitűnő művésznő, meglátszik rajta, hogy komolyan fogja fel hivatását és pályájának követelményeit mindig gondosan tartva szem előtt, ma szerepkörét a közönség osztatlan tetszése által jutalmazva tölti be."
1890. március 29-én Szegeden megülte a Vasgyáros márkinéjában 30 éves jubileumát. 1892-ben szerződtette a Népszínház, ahol először vendégként – mint az aradi színtársulat tagja –, majd szeptembertől pedig új tagként a visszavonuló Klár Józsefné Angyal Ilka helyét vette át. 1906. október 3-áig működött itt, az Ipamuram előadásán búcsúzott el. Halálát szívszélhűdés okozta.
Eleinte naiva-, majd anya- és komikaszerepeket játszott.
Gyermekei:
- Sipos Irén Cecília (Szabadka, 1864. november 28.[10] – ?)
- Keller Ottóné Sipos Gizella (Pécs, 1870. február 13.[11] – Kaposvár, 1946. május 8.)[12] színésznő

## Fontosabb szerepei
- Fanchon (Birch-Pfeiffer: Tücsök)
- Gauthier Margit (ifj. Alexandre Dumas: A kaméliás hölgy)
- Beaulieu marquisné (Ohnet: A vasgyáros)
- Bozóti Márta (Csiky Gergely)
- Leonora (Feuillet: Delila)

## Működési adatai
1848: Szatmár; 1850: Kilényi Dávid, Csabay Imre, Feleky Miklós; 1852: Pósa Mihály; 1855: Pázmán Mihály; 1858: Molnár György; 1860: Szuper Károly; 1864–66: Szabó József, Philippovics István; 1866: Szigeti Imre; 1867–68: Károlyi, Aradi Gerő; 1869: Károlyi; 1870: Vezéry Ödön; 1871: Kocsisovszkyné; 1872: Mosonyi Károly; 1873: Kolozsvár; 1874–76: Temesváry Lajos; 1876–78: Krecsányi Ignác; 1878: Arad; 1879: Károlyi; 1880–82: Aradi Gerő; 1882: Kolozsvár; 1883–88: Krecsányi Ignác; 1888–90: Aradi Gerő, Makó Lajos; 1890: Krecsányi Ignác; 1891: Aradi Gerő; 1892: Népszínház.